# Benjaminia euphydryadis
Benjaminia euphydryadis là một loài tò vò trong họ Ichneumonidae.